# Присниц (Наумбург)
Присниц (нем. Prießnitz) — деревня в Германии, в земле Саксония-Анхальт. Входит в состав города Наумбургу района Бургенланд.
Население составляет 389 человек (на 31 декабря 2011 года). Занимает площадь 6,49 км².

## История
Первое упоминание, о расположенном к северо-востоку от Камбурга поселении, относится к 1210—1215 годам. Поселение принадлежало Веттинам и управлялось Айзенбергом.
В 1826 году поселение было передано из герцогства Саксен-Гота-Альтенбург в Саксен-Мейнинген.
Присниц ранее имел статус общины (коммуны). 1 января 2010 года Присниц, вместе с другими общинами, перестал подчиняться управлению Ветауталь, и вошёл в состав города Наумбурга.

## Галерея

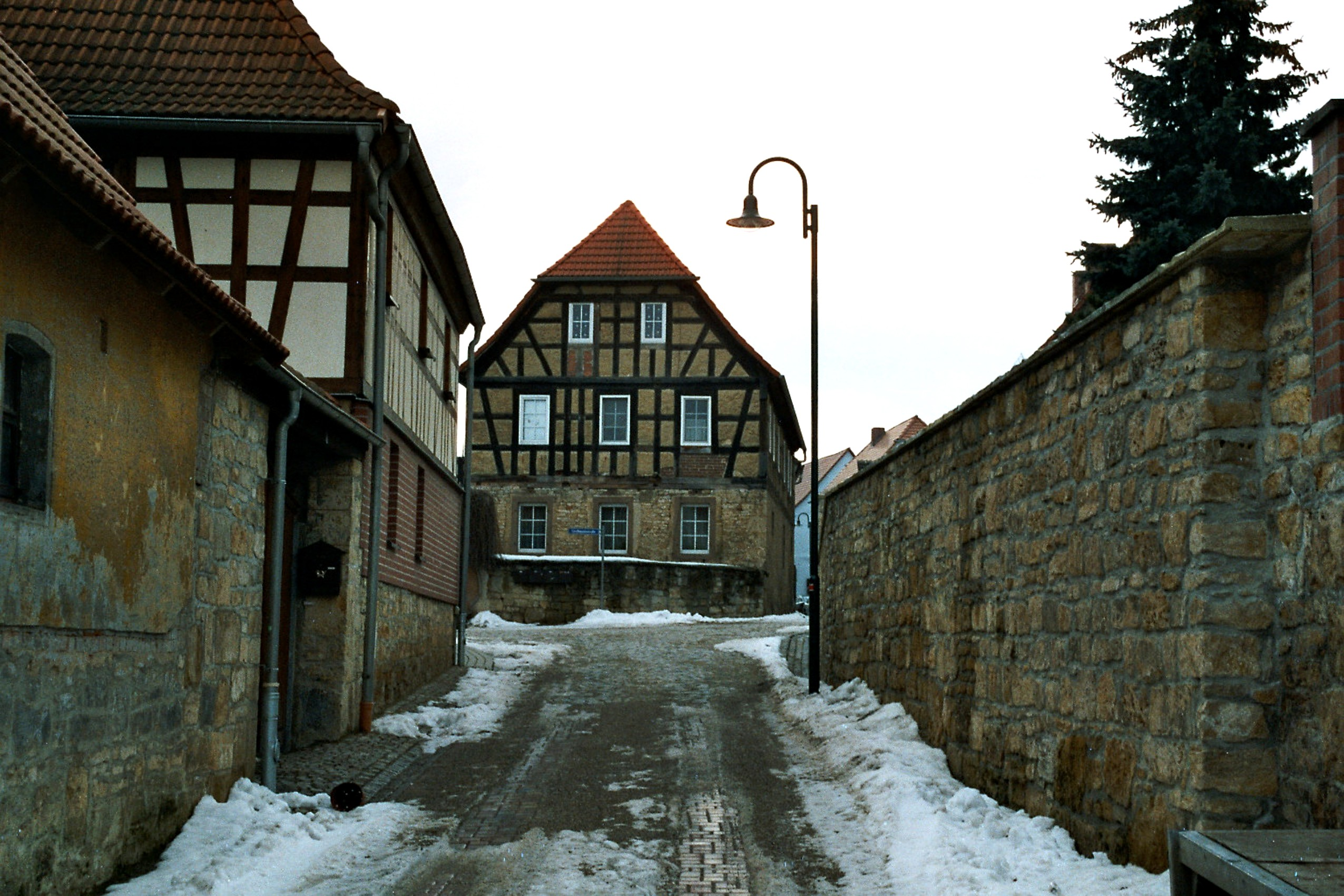
Фахверковый дом в Приснице
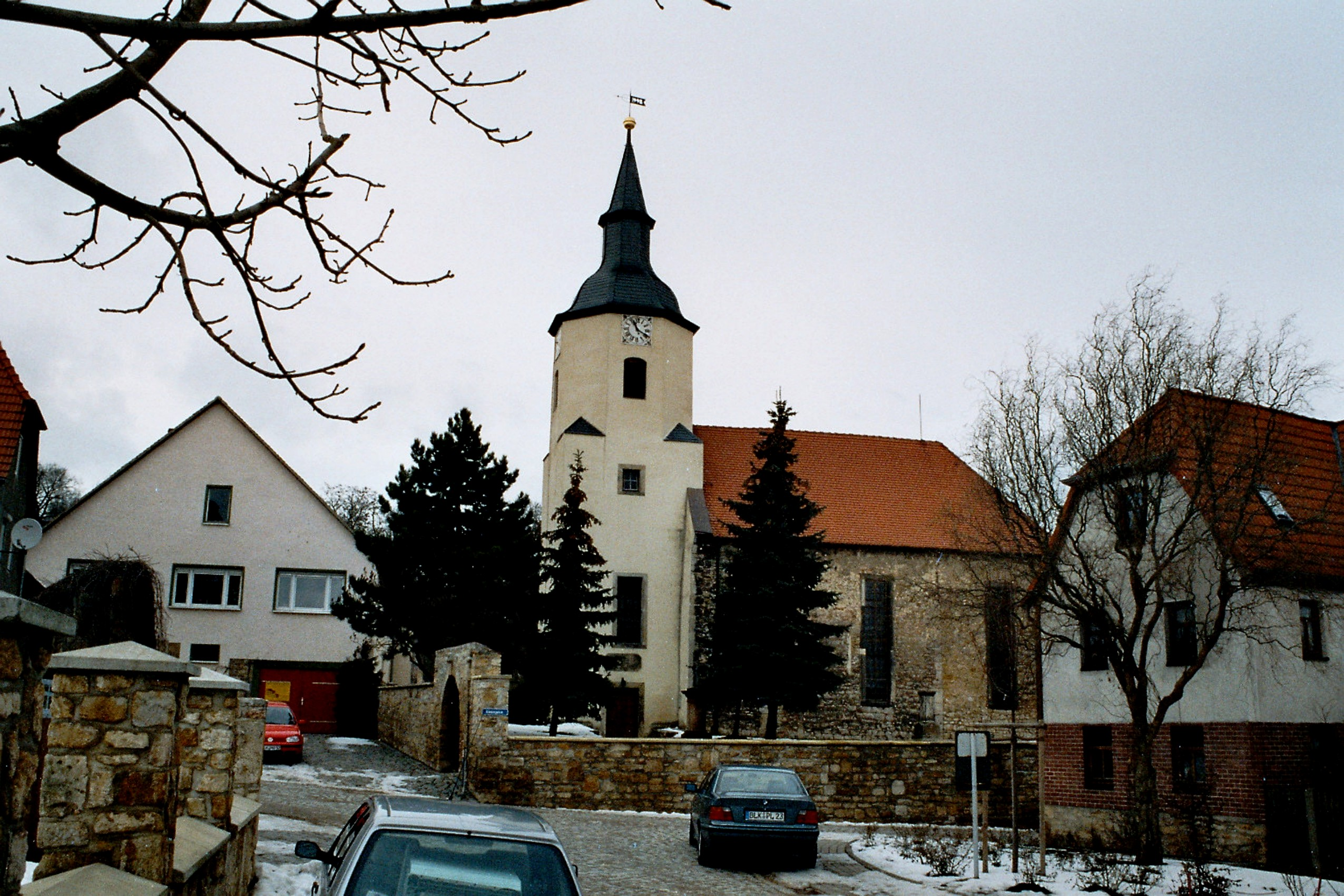
Присницкая церковь
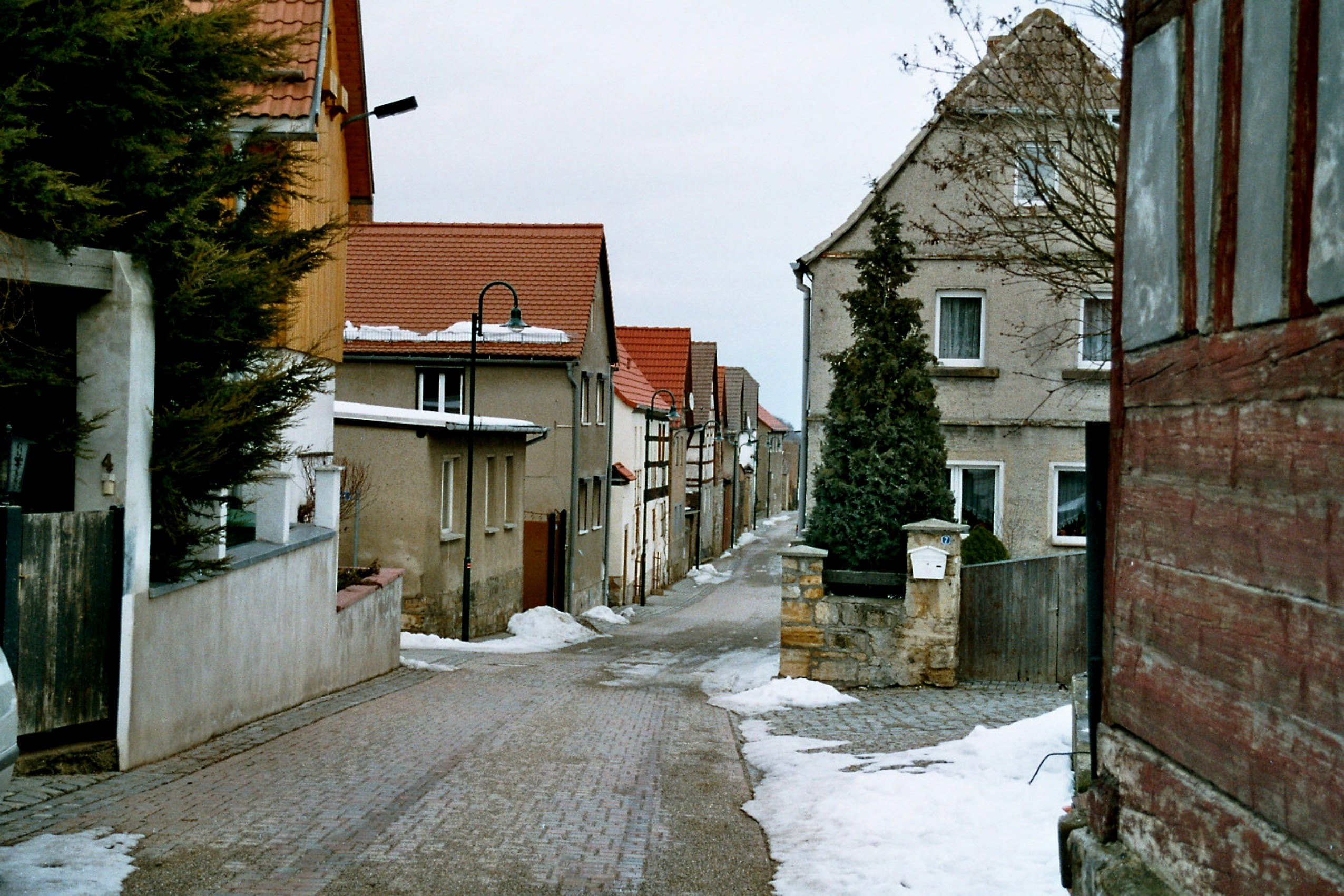
Улица Утергассе